# فرایند نرم‌افزار شخصی

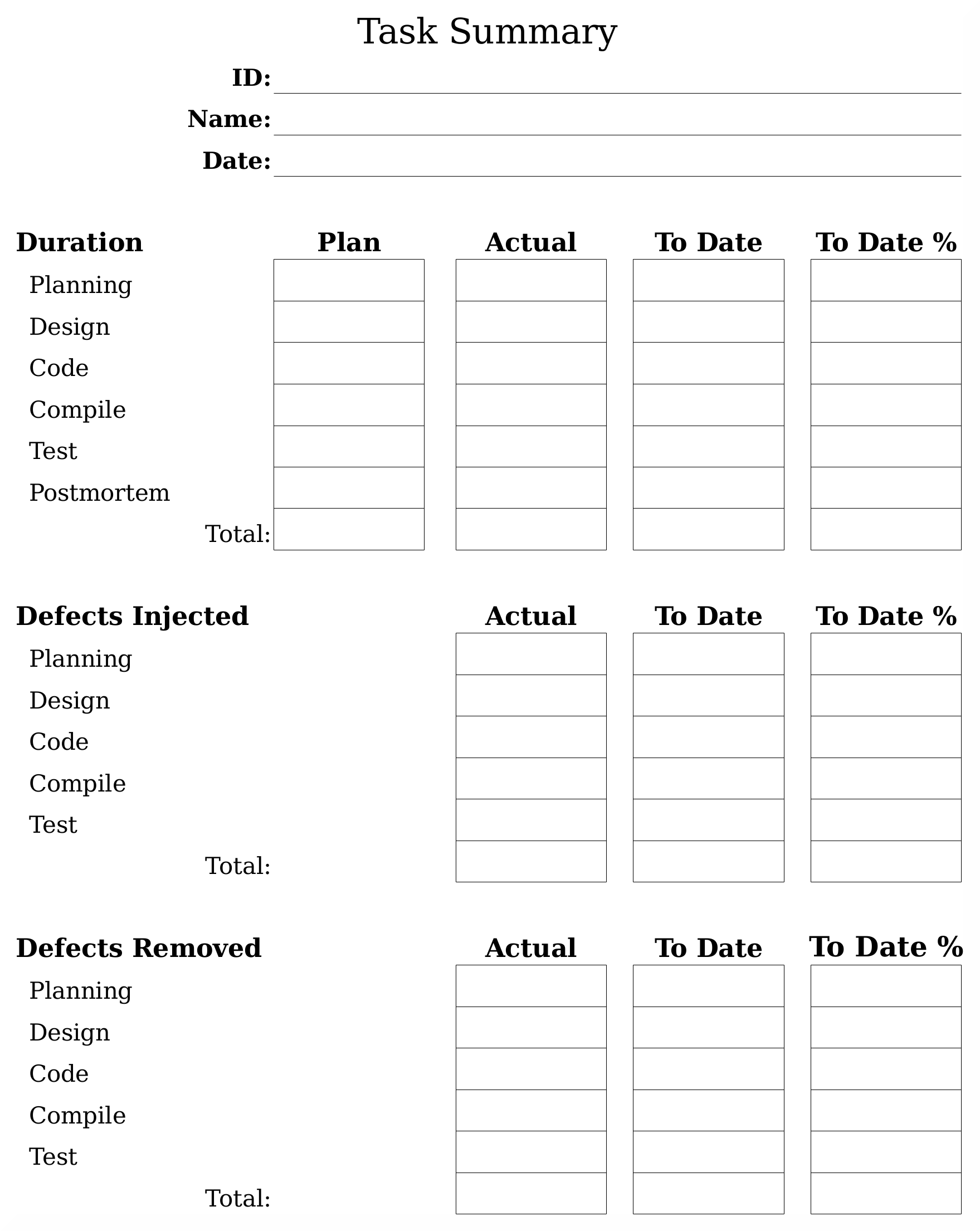
فرایند نرم‌افزار شخصی

فرایند نرم‌افزار شخصی یا پی‌اس‌پی یک فرایند ساختاریافتۀ توسعه نرم‌افزار است که هدفش کمک به مهندسین نرم‌افزار در فهم و ارتقای عملکردشان به وسیلۀ "روشی منظم و داده-محور" می‌باشد. پی‌اس‌پی به دست واتس هامفری برای استفاده در اصول اساسی مدل بلوغ توانایی مؤسسه مهندسی نرم‌افزار و تمرین‌های توسعۀ نرم‌افزاری یک برنامه‌نویس ایجاد شد. ادعا شده است که پی‌اس‌پی می‌تواند مهارت لازم برای کار در یک فرایند نرم‌افزار تیمی(تی‌اس‌پی) را ایجاد کند.
"فرایند نرم‌افزار شخصی" و "پی‌اس‌پی" نماد خدمات ثبت شده در دانشگاه کارنگی ملون می‌باشند.
پی‌اس‌پی شبیه نسبت دادن شش سیگما به توسعه نرم‌افزار می‌باشد. موکش جین، گسترش پی‌اس‌پی/تی‌اس‌پی را در مایکروسافت هند در مقیاس بزرگ رهبری کرد. در عرض ۶ ماه، ۲/۳ پروژه بدون هیچ نقضی انجام شد و ۹۴٪ از آن به موقع به اتمام رسید.